# Aeschynomene stolzii
Aeschynomene stolzii är en ärtväxtart som beskrevs av Hermann August Theodor Harms. Aeschynomene stolzii ingår i släktet Aeschynomene och familjen ärtväxter. Inga underarter finns listade i Catalogue of Life.